# آرامبی ایمیژ
آرامبی ایمیژ (روسی: Арамбий Ибрагимович Емиж؛ زادهٔ ۹ فوریهٔ ۱۹۵۳) جودوکار اهل اتحاد جماهیر شوروی سوسیالیستی بود.